# Hypena whiteleyi
Hypena whiteleyi är en fjärilsart som beskrevs av Butler 1879. Hypena whiteleyi ingår i släktet Hypena och familjen nattflyn. Inga underarter finns listade i Catalogue of Life.